# Aphonomorphus inopinatus
Aphonomorphus inopinatus är en insektsart som beskrevs av Rehn, J.A.G. 1920. Aphonomorphus inopinatus ingår i släktet Aphonomorphus och familjen syrsor. Inga underarter finns listade i Catalogue of Life.